# Darkroom (film)
Darkroom è un film del 1989 diretto da Terrence O'Hara e Nico Mastorakis, quest'ultimo non accreditato.

## Trama
Janet Templeton ritorna a casa dei suoi genitori per trascorrere del tempo con il suo ragazzo Steve. Nel frattempo, un killer psicopatico si aggira nelle vicinanze vestito con un impermeabile giallo. Ben presto Janet, il suo ragazzo e la sua famiglia diventano gli obiettivi dell'assassino, il quale dopo aver ucciso le sue vittime ha l'abitudine di fotografarle e sviluppare le foto in una camera oscura.

## Curiosità
- I titoli di testa del film furono girati da Nico Mastorakis rimasto non accreditato nei crediti del film.[1]
- Sul retro delle cover di alcuni DVD e VHS del film, così come il suo trailer, è rivelata l'identità del killer.[1]